# Braç de La Louvière
El Braç de La Louvière (en francès Branche de La Louvière) és un curt canal de Bèlgica de 600 m de Classe IV que connecta el polígon industrial de La Louvière amb el canal del Centre.

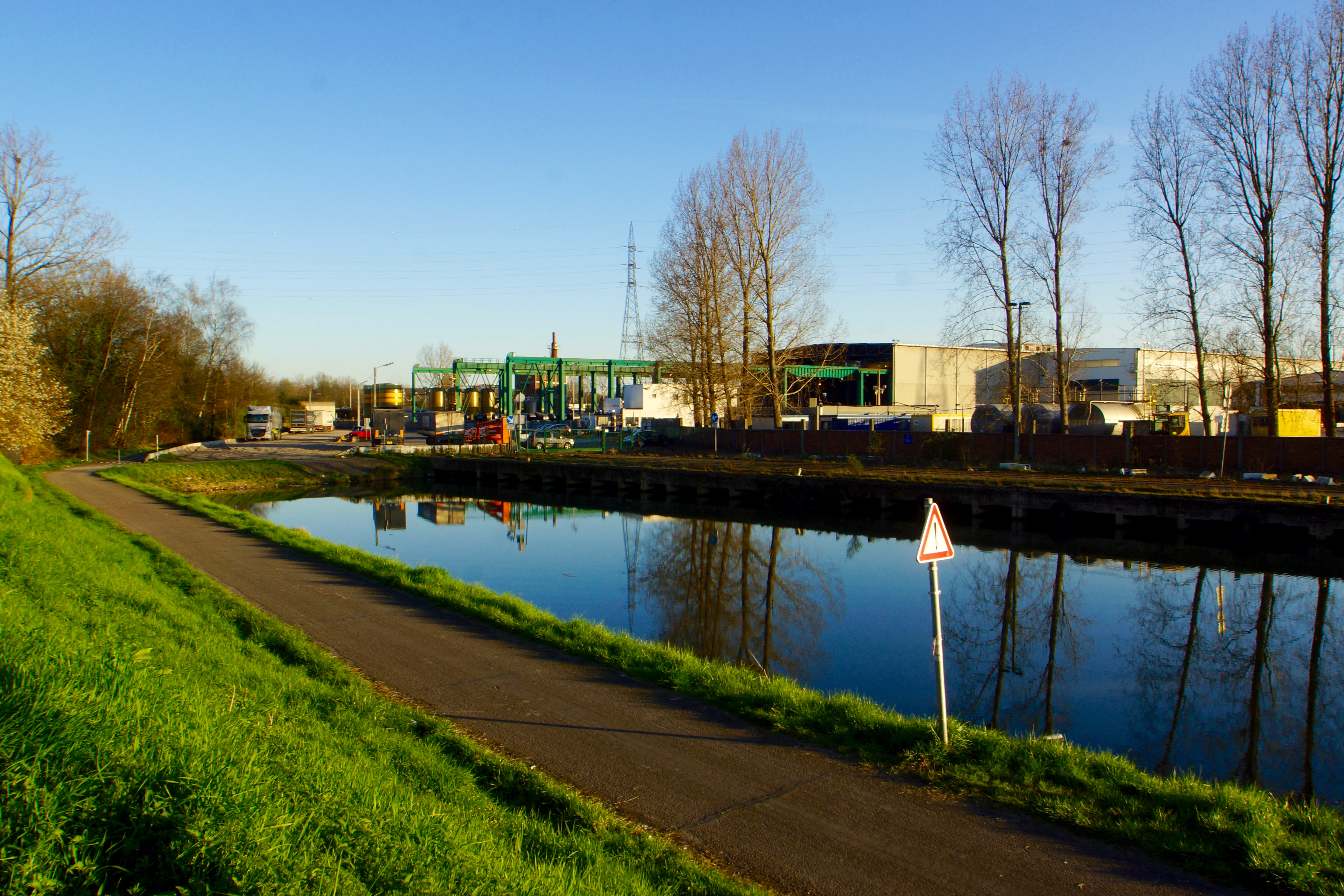
Final del canal

Aquest braç té un paper important al Port autònom del Centre i del Ovest (PACO) i fa part del port trimodal (ferrovial, carretera, canal) anomenat Garocentre. L'SDER (Esquema de desenvolupament de l'espai regional) de 1999 preveia de construir les instal·lacions portuàries, de preparar els terrenys industrials i de millorar les connexions multimodals.
El 2006 la majoria de les obres s'ha acabat, només manca la connexió ferroviària, però l'obra hauria de començar el 2008. El port accepta embarcacions fins a 1350 tones. El port serveix, entre d'altres, l'empresa siderúrgica Duferco. El terminal de contenidors amb una nova grua portacontenidors, va ser inaugurat el 7 d'octubre de 2011. Té una capacitat de 15.000 unitats per any.
| Dimensions maximals de les embarcacions | Dimensions maximals de les embarcacions | Dimensions maximals de les embarcacions | Dimensions maximals de les embarcacions |
| --------------------------------------- | --------------------------------------- | --------------------------------------- | --------------------------------------- |
| longitud                                | amplada                                 | calat                                   | alçària llibre                          |
| 85 m                                    | 11,50 m                                 | 2,50                                    | 11,14 m                                 |